# Observatoire Palomar
L’observatoire Palomar est situé au sommet d'une montagne haute de 1 706 mètres située à 80 km au nord de San Diego en Californie. C'est un observatoire privé équipé d'un télescope principal de 5 mètres de diamètre, très connu car il est le plus grand télescope au monde de 1949 à 1975. Quatre autres télescopes sont également présents sur le site. Actuellement[Quand ?], cet observatoire appartient et est contrôlé par le California Institute of Technology (Caltech).

## Le télescope Hale
Ce télescope de 5,08 mètres s'appelle ainsi en l'honneur de l'astronome George Ellery Hale. Il est construit par un consortium Caltech-Carnegie Institution en utilisant un pyrex blanc. Ce télescope (qui est le plus grand du monde à l'époque de sa construction) est mis en service en 1949. Il compte à son actif des découvertes capitales sur les quasars et les galaxies. Aujourd'hui, un laser d'optique adaptative balayant l'atmosphère à 90 km d'altitude lui permet de recueillir des images encore plus détaillées.
L'historique de la construction du télescope est retracé dans le livre The Perfect Machine.

## Recherches actuelles
L'un des programmes importants attribué au mont Palomar est le programme de recherche sur les astéroïdes géocroiseurs appelé Near Earth Asteroid Tracking (NEAT).
Ce programme débute à l'automne 2001 avec pour but de répertorier une partie du ciel aux alentours de l'équateur. Cette recherche entraîne la mise en route d'une nouvelle caméra installée sur le télescope de Schmidt Samuel-Oschin de 1,22 m à l'été 2003. Les résultats sont aussi utilisés par d'autres projets. Un de ces programmes permet notamment de découvrir Sedna le 14 novembre 2003.
La nouvelle caméra est une mosaïque de 112 capteurs photographiques CCD qui couvrent l'ensemble de la surface focale du télescope de Schmidt (soit 4 degrés carrés), ce qui était à l'époque de sa fabrication l'une des plus grandes mosaïques de capteurs CCD utilisées en astronomie.

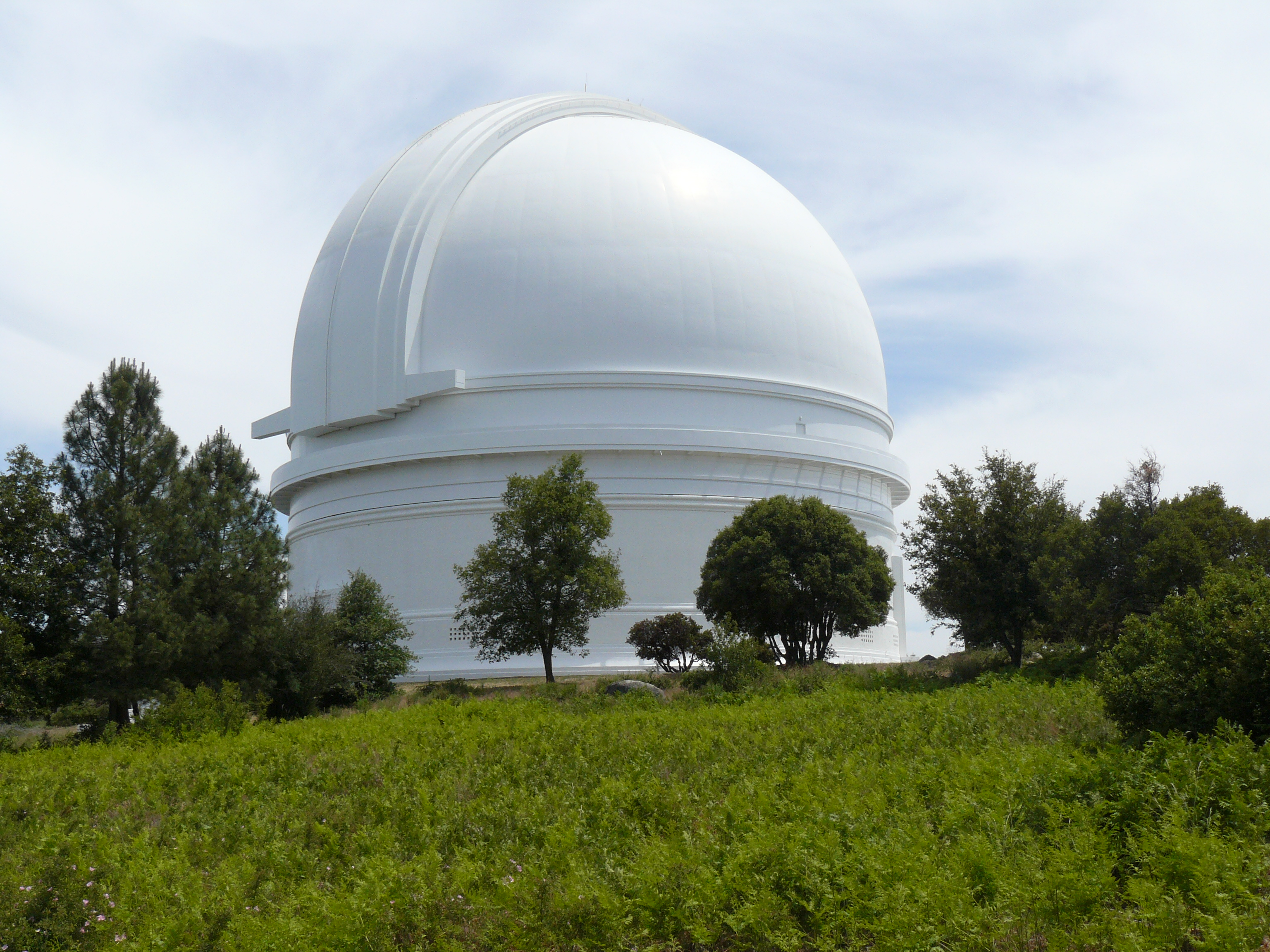
Coupole du télescope Hale.
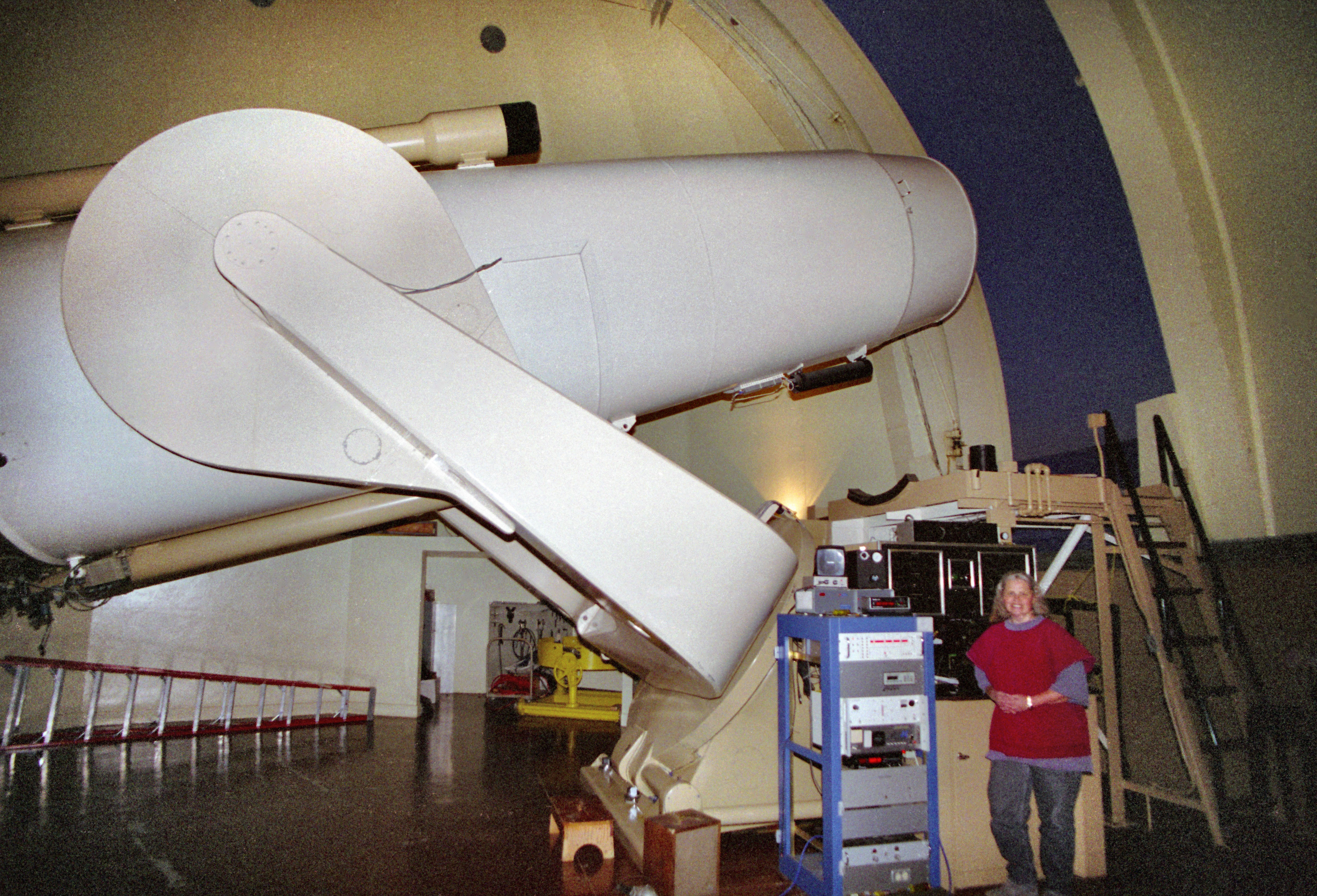
L'astronome Jean Mueller posant avec le télescope de Schmidt Samuel-Oschin.
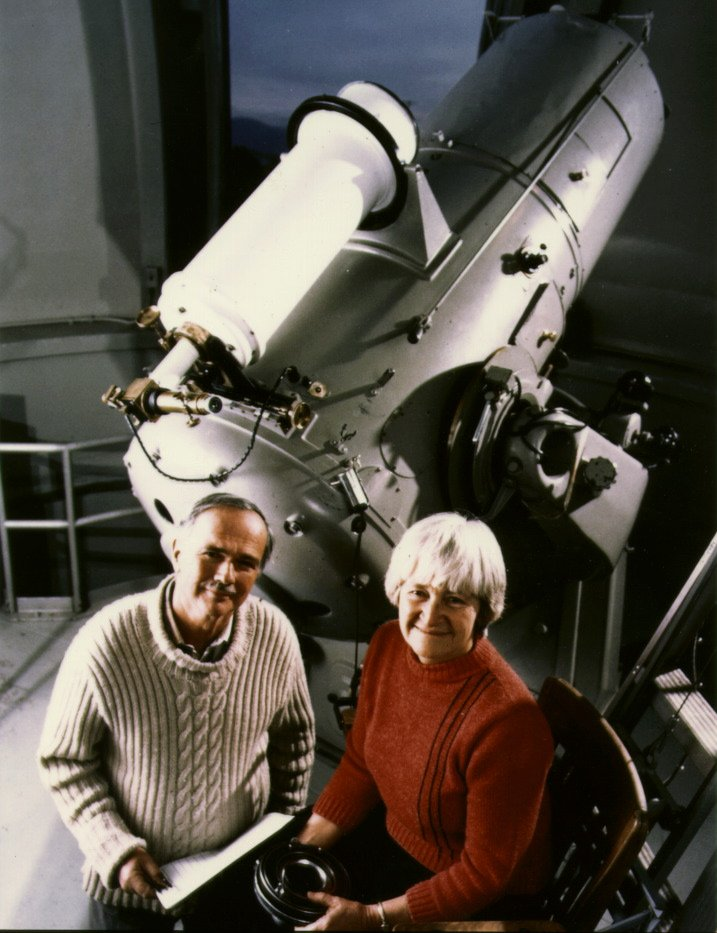
Eugene et Carolyn Shoemaker. À l'arrière-plan, le télescope de Schmidt de 46 cm d'ouverture.